# Championnat du monde des voitures de tourisme 2008
Navigation
2007 2009

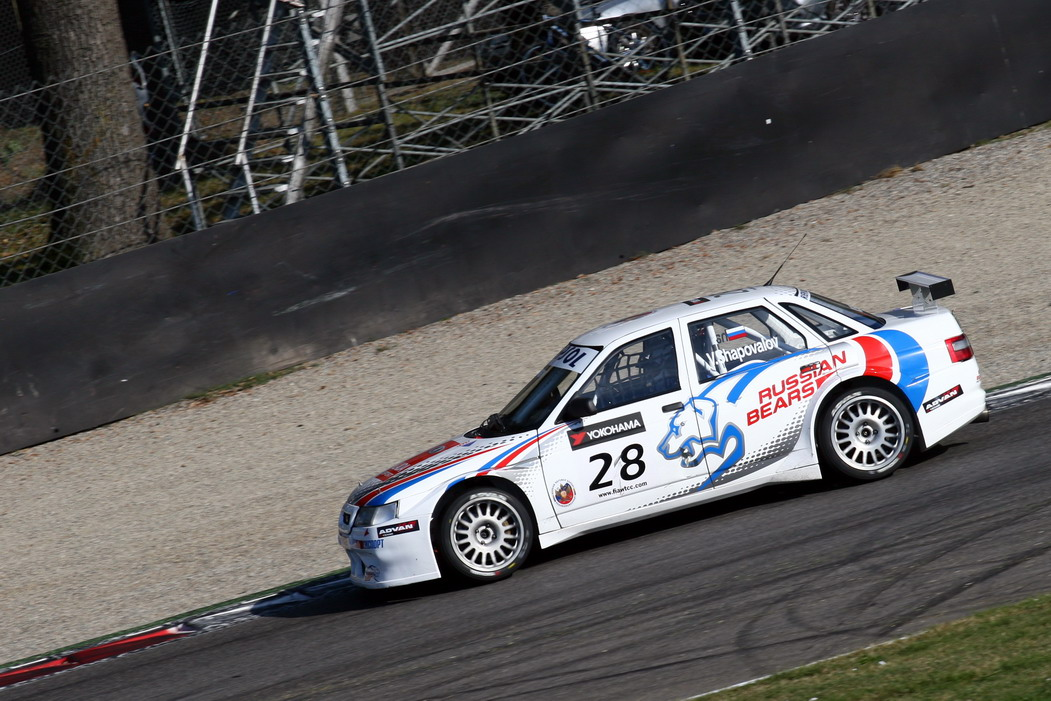
Championnat du monde des voitures de tourisme 2008 (FIA WTCC)

L'édition 2008 du Championnat du monde des voitures de tourisme s'est déroulé du 2 mars au 16 novembre et a été remportée par le Français Yvan Muller au volant d'une SEAT León à moteur TDI. À noter la disparition du meeting de Zandvoort et l'apparition du meeting d'Aïda, circuit qui accueillait auparavant la Formule 1 en 1994 et 1995.

## Engagés
| Nos. | Pilote                       | Écurie                            | Voiture             |
| ---- | ---------------------------- | --------------------------------- | ------------------- |
| 1    | Andy Priaulx                 | BMW Team UK                       | BMW 320si           |
| 2    | Augusto Farfus Jr.           | BMW Team Germany                  | BMW 320si           |
| 3    | Jörg Müller                  | BMW Team Germany                  | BMW 320si           |
| 4    | Alessandro Zanardi           | BMW Team Italy-Spain              | BMW 320si           |
| 5    | Félix Porteiro               | BMW Team Italy-Spain              | BMW 320si           |
| 6    | Nicola Larini                | Chevrolet                         | Chevrolet Lacetti   |
| 7    | Robert Huff                  | Chevrolet                         | Chevrolet Lacetti   |
| 8    | Alain Menu                   | Chevrolet                         | Chevrolet Lacetti   |
| 9    | Jordi Gené                   | SEAT Sport                        | Seat León TDI       |
| 10   | Rickard Rydell               | SEAT Sport                        | Seat León TDI       |
| 11   | Gabriele Tarquini            | SEAT Sport                        | Seat León TDI       |
| 12   | Yvan Muller                  | SEAT Sport                        | Seat León TDI       |
| 13   | Ibrahim Okyay (*)            | Borusan Otomotiv Motorsport       | BMW 320si           |
| 15   | James Thompson               | N.Technology                      | Honda Accord Euro R |
| 16   | Olivier Tielemans (*)        | Wiechers-Sport                    | BMW 320si           |
| 17   | Takayuki Aoki (*)            | Wiechers-Sport                    | BMW 320si           |
| 18   | Tiago Monteiro               | SEAT Sport                        | Seat León TDI       |
| 20   | Tom Coronel                  | Sun Red                           | Seat León (FSI)     |
| 21   | Josè Manuel Pérez-Aicart (*) | SEAT Sport                        | Seat León (FSI)     |
| 22   | Michal Matejovský (*)        | Sun Red                           | Seat León (FSI)     |
| 23   | Pierre-Yves Corthals         | Exagon Engineering                | Seat León (FSI)     |
| 26   | Stefano d'Aste               | Proteam Motorsport                | BMW 320si           |
| 27   | Kirill Ladygin (*)           | Russian Bears Motorsport          | Lada 110            |
| 28   | Viktor Shapovalov (*)        | Russian Bears Motorsport          | Lada 110            |
| 29   | Jaap Van Lagen (*)           | Russian Bears Motorsport          | Lada 110            |
| 31   | Sergio Hernández (*)         | Proteam Motorsport                | BMW 320si           |
| 32   | Oscar Nogués (*)             | Sun Red                           | Seat León (FSI)     |
| 33   | Laurent Cazenave (*)         | Wiechers-Sport                    | BMW 320si           |
| 42   | Franz Engstler               | Liqui Moly Team Engstler          | BMW 320si           |
| 43   | Andrey Romanov               | Liqui Moly Team Engstler          | BMW 320si           |
| 45   | George Tanev (*)             | Petrol GT Racing Team             | BMW 320si           |
| 49   | Duncan Huisman (*)           | Wiechers Sport                    | BMW 320si           |
| 54   | Alexander Lvov (*)           | Golden Motors                     | Honda Accord Euro R |
| 55   | Andrey Smetsky (*)           | Golden Motors                     | Honda Accord Euro R |
| 60   | Kristian Poulsen (*)         | Poulsen Motorsport Wiechers-Sport | BMW 320si           |
| 62   | Aytaç Biter (*)              | Borusan Otomotiv Motorsport       | BMW 320si           |
| 63   | Robert Dahlgren (*)          | Volvo Olsbergs Green Racing       | Volvo C30           |
| 72   | André Couto (*)              | N.Technology                      | Honda Accord Euro R |
| 69   | Melvin Choo (*)              | Thunder Asia Racing               | BMW 320si           |
| 72   | Yukinori Taniguchi (*)       | N.Technology                      | Honda Accord Euro R |
| 75   | Norbert Michelisz (*)        | Sun Red                           | Seat León (FSI)     |
| 76   | Lourenço Beirão da Veiga (*) | Sun Red                           | Seat León (FSI)     |
| 77   | Tom Boardman (*)             | Sun Red                           | Seat León (FSI)     |
| 78   | Marin Čolak (*)              | Sun Red                           | Seat León (FSI)     |
| 79   | Duarte Félix Da Costa (*)    | Sun Red                           | Seat León (FSI)     |
| 80   | Manabu Orido (*)             | Chevrolet                         | Chevrolet Lacetti   |
| 81   | Masaki Kano (*)              | Liqui Moly Team Engstler          | BMW 320i            |
| 88   | Matthew Marsh (*)            | Wiechers-Sport                    | BMW 320si           |

- Les pilotes sur fond jaune disputentent aussi pour le Trophée des indépendants Yokohama.

(*) Pilotes non engagés sur la totalité du championnat.

## Calendrier 2008
La Suède devait être incluse dans le calendrier pour le 21 septembre, mais la FIA a confirmé le 3 mai 2008 que la manche suédoise, qui devait se dérouler sue le Scandinavian Raceway à Anderstorp, serait remplacée par une deuxième manche italienne qui se courra sur le circuit d'Imola.
| Course | Date         | Pays               | Circuit         | Pilote vainqueur   |
| ------ | ------------ | ------------------ | --------------- | ------------------ |
| 1      | 2 mars       | Brésil             | Curitiba        | Yvan Muller        |
| 2      | 2 mars       | Brésil             | Curitiba        | Gabriele Tarquini  |
| 3      | 6 avril      | Mexique            | Puebla          | Jordi Gené         |
| 4      | 6 avril      | Mexique            | Puebla          | Tiago Monteiro     |
| 5      | 18 mai       | Espagne            | Valencia        | Robert Huff        |
| 6      | 18 mai       | Espagne            | Valencia        | Alain Menu         |
| 7      | 1er juin     | France             | Pau             | Augusto Farfus Jr. |
| 8      | 1er juin     | France             | Pau             | Andy Priaulx       |
| 9      | 15 juin      | République tchèque | Brno            | Alessandro Zanardi |
| 10     | 15 juin      | République tchèque | Brno            | Gabriele Tarquini  |
| 11     | 6 juillet    | Portugal           | Estoril         | Rickard Rydell     |
| 12     | 6 juillet    | Portugal           | Estoril         | Tiago Monteiro     |
| 13     | 27 juillet   | Royaume-Uni        | Brands Hatch    | Jörg Müller        |
| 14     | 27 juillet   | Royaume-Uni        | Brands Hatch    | Alain Menu         |
| 15     | 31 août      | Allemagne          | Oschersleben    | Augusto Farfus Jr. |
| 16     | 31 août      | Allemagne          | Oschersleben    | Félix Porteiro     |
| 17     | 21 septembre | Europe             | Imola           | Yvan Muller        |
| 18     | 21 septembre | Europe             | Imola           | James Thompson     |
| 19     | 5 octobre    | Italie             | Monza           | Yvan Muller        |
| 20     | 5 octobre    | Italie             | Monza           | Gabriele Tarquini  |
| 21     | 26 octobre   | Japon              | Aïda            | Rickard Rydell     |
| 22     | 26 octobre   | Japon              | Aïda            | Tom Coronel        |
| 23     | 16 novembre  | Macao              | Circuit de Guia | Alain Menu         |
| 24     | 16 novembre  | Macao              | Circuit de Guia | Robert Huff        |

## Classements du championnat

### Pilotes
| Position | Pilote             | Équipe                   | Voiture             | Victoires | Points |
| -------- | ------------------ | ------------------------ | ------------------- | --------- | ------ |
| 1        | Yvan Muller        | SEAT Sport               | Seat León           | 3         | 114    |
| 2        | Gabriele Tarquini  | SEAT Sport               | Seat León           | 3         | 88     |
| 3        | Robert Huff        | Chevrolet                | Chevrolet Lacetti   | 2         | 87     |
| 4        | Andy Priaulx       | BMW Team UK              | BMW 320si           | 1         | 81     |
| 5        | Rickard Rydell     | SEAT Sport               | Seat León           | 2         | 77     |
| 6        | Augusto Farfus Jr. | BMW Team Germany         | BMW 320si           | 2         | 63     |
| 7        | Jörg Müller        | BMW Team Germany         | BMW 320si           | 1         | 60     |
| 8        | Jordi Gené         | SEAT Sport               | Seat León           | 1         | 53     |
| 9        | Alain Menu         | Chevrolet                | Chevrolet Lacetti   | 3         | 54     |
| 10       | Félix Porteiro     | BMW Team Italy-Spain     | BMW 320si           | 1         | 51     |
| 11       | Nicola Larini      | Chevrolet                | Chevrolet Lacetti   | 0         | 48     |
| 12       | Tiago Monteiro     | SEAT Sport               | Seat León           | 2         | 43     |
| 13       | Alessandro Zanardi | BMW Team Italy-Spain     | BMW 320si           | 1         | 36     |
| 14       | Tom Coronel        | SUNRED                   | Seat León           | 1         | 35     |
| 15       | James Thompson     | N.Technology             | Honda Accord Euro R | 1         | 25     |
| 16       | Sergio Hernández   | Proteam Motorsport       | BMW 320si           | 0         | 9      |
| 17       | Franz Engstler     | Liqui Moly Team Engstler | BMW 320si           | 0         | 3      |
| 18       | Stefano d'Aste     | Proteam Motorsport       | BMW 320si           | 0         | 2      |
| 19       | Manabu Orido       | Chevrolet                | Chevrolet Lacetti   | 0         | 2      |
| 20       | Olivier Tielemans  | Wiechers-Sport           | BMW 320si           | 0         | 1      |
| 21       | Matthew Marsh      | Wiechers-Sport           | BMW 320si           | 0         | 1      |

### Constructeurs
| Position | Constructeur | Voiture           | Victoires | Points |
| -------- | ------------ | ----------------- | --------- | ------ |
| 1        | SEAT         | Seat León         | 12        | 326    |
| 2        | BMW          | BMW 320si         | 6         | 274    |
| 3        | Chevrolet    | Chevrolet Lacetti | 5         | 238    |
| 4        | Honda        | Honda Accord      | 1         | 60     |